# Crenopharynx paralepturus
Crenopharynx paralepturus är en rundmaskart som först beskrevs av Stekhoven 1950.  Crenopharynx paralepturus ingår i släktet Crenopharynx och familjen Phanodermatidae. Inga underarter finns listade i Catalogue of Life.